# Juin 1820

## Événements
- Empire russe : mise en place d’un comité spécial pour définir de nouvelles règles de censure (Magnitski et Chichkov)[1].

- 6 juin : le gouverneur de la colonie du Cap, Rufane Donkin, se rend dans une nouvelle colonie qu'il baptise Port Elizabeth. 4 000 colons britanniques, venus par 21 bateaux, se sont installés dans la région entre décembre 1819 et mars 1820[2].

- 8 juin : entrée en vigueur de l'Acte confédéral allemand[3].

- 12 juin, France : loi du double vote.

## Naissances
- 2 juin : Benjamin Corenwinder (mort en 1884), chimiste et industriel français.
- 11 juin : Alexandre Bertrand (mort en 1902), archéologue français.
- 15 juin : Claude Auguste Lamy (mort en 1878), chimiste français.

## Décès
- 19 juin : Sir Joseph Banks (né en 1743), naturaliste et botaniste britannique.
- 20 juin : Manuel Belgrano, homme politique et militaire argentin.
- 21 juin : Alexis Thérèse Petit (né en 1791), physicien français.